# Desić
Desić (en serbe cyrillique : Десић) est un village de Serbie situé sur le territoire de la ville de Šabac, district de Mačva. Au recensement de 2011, il comptait 249 habitants.

## Démographie
| 1948 | 1953 | 1961 | 1971 | 1981 | 1991 | 2002 | 2011 |
| ---- | ---- | ---- | ---- | ---- | ---- | ---- | ---- |
| 667  | 684  | 585  | 484  | 409  | 383  | 302  | 249  |

|  |